# غریزه مادران (فیلم ۲۰۲۴)
غریزهٔ مادران (انگلیسی: Mothers' Instinct) یک فیلم دلهره‌آور روان‌شناختی آمریکایی به کارگردانی بنوا دلوم است که بازسازی فیلم فرانسوی‌زبان به همین نام محصول سال ۲۰۱۸ محسوب می‌شود که خود اقتباسی از رمان غریزهٔ مادران (Derrière la haine) اثر باربارا ابل در سال ۲۰۱۲ است. جسیکا چستین، ان هتوی، جاش چارلز و آندرش دانیلسن لی در این فیلم بازی می‌کنند.

## خلاصهٔ داستان
دوستی دو زن خانه‌دار دههٔ ۱۹۶۰ پس از یک فاجعه به سرعت خراب می‌شود.

## بازیگران
- جسیکا چستین در نقش آلیس
- ان هتوی در نقش سلین
- جاش چارلز
- آندرش دانیلسن لی

## تولید
در اکتبر ۲۰۲۰، گزارش شد که اولیویه ماست-دپس برای کارگردانی و جسیکا چستین و ان هتوی برای بازی در این فیلم انتخاب شدند. شرکت تولید چستین، فرنکل فلمز، تولیدکننده اجرایی شد. در ژوئن ۲۰۲۲، پس از کناره‌گیری ماست-دپس به دلیل «تعهد خانوادگی»، بنوا دلوم جایگزین ماست-دپس به عنوان کارگردان شد. جاش چارلز و آندرش دانیلسن لی نیز به بازیگران این فیلم اضافه شدند. این فیلم اولین تجربهٔ کارگردانی دلوم است.
فیلمبرداری در ۲۵ می ۲۰۲۲ در شهرستان یونیون، نیوجرسی آغاز شد.

## پخش
در می ۲۰۲۲، نئون حقوق توزیع ایالات متحده را به دست آورد. ماه بعد، استودیوکانال حقوق انگلستان و ایرلند را به دست آورد، در حالی که آمازون ام‌جی‌ام استودیوز حقوق را برای کانادا، استرالیا و نیوزیلند خریداری کرد.